# Thunar
Thunar és un gestor de fitxers lleuger per a Linux i altres sistemes Unix-like, forma part del projecte d'entorn d'escriptori Xfce deS de la versió 4.4, tot i que també s'utilitza en altres entorn d'escriptori lleugers. L'autor principal és Benedikt Meurer i està escrit utilitzant les llibreries Gtk.
L'objectiu principal del projecte Thunar és crear un gestor de fitxers que sigui ràpid, fàcil d'utilitzar i amb una interfície clara. Així doncs, va ser dissenyat per tenir un temps d'execució i resposta més ràpid que altres administradors de fitxers comuns a Linux com ara Nautilus i Konqueror. Per altra banda, pot tenir un ampli ventall de funcions gràcies a la seva capacitat per usar connectors (el que coneixem en anglès com a plugin) petits programes que permeten, per exemple, previsualitzar imatges o reproduir àudio directament des de l'administrador de fitxers.
El Thunar, així com l'entorn d'escriptori Xfce en general, compleix els estàndards de la FreeDesktop.org, garantint uns criteris comuns de funcions, interfície, senzillesa i accessibilitat per als usuaris.
Inicialment, el programa fou anomenat Filer, però tot seguit en canviaren el nom per Thunar, inspirant-se en el déu Thor de la mitologia nòrdica.